# Souvigny
Souvigny je naselje in občina v osrednjem francoskem departmaju Allier regije Auvergne. Leta 1999 je naselje imelo 1.952 prebivalcev.

## Geografija
Kraj leži v pokrajini Bourbonnais 11 km zahodno od središča departmaja Moulinsa.

## Administracija
Souvigny je sedež istoimenskega kantona, v katerega so poleg njegove vključene še občine Agonges, Autry-Issards, Besson, Bresnay, Chemilly, Gipcy, Marigny, Meillers, Noyant-d'Allier in Saint-Menoux s 6.694 prebivalci.
Kanton je sestavni del okrožja Moulins.

## Zanimivosti
Souvigny je eno od pomebnih središč pokrajine Bourbonnais, iz katerega izhaja tudi kraljevska rodbina Burbonov. Zgodovinsko vrednost mu daje tudi tesna povezanost benediktinskega samostana z opatijo v Clunyju. V njem se nahajata kripti dveh Clunyjskih opatov, Majola (umrl 994) in njegovega naslednika Odila (umrl 1049). V njem so pokopani tudi burbonski vojvodi.
Leta 1993 je bil Sauvigny na podlagi arhitekturnega bogastva razglašen za Veliko regijsko središče Auvergna, leta 2003 pa še za "Veliko zavetišče romanske arhitekture regije Auvergne".